# ناسا ایکس-۳۸
ناسا ایکس-۳۸ هواپیمای ساخت شرکت سکیلد کامپوزیتس آمریکاست که نخستین پروازش را در سال ۱۹۹۹ انجام داد و در ۲۹ آوریل ۲۰۰۲ این پروژه به علت کمبود بودجه کنسل شد.
ایکس ٣٨ نمونه توسعه یافته مارتین ماریتا ایکس-۲۴ای بود که برای ناسا ساخت شد.